# Alfons V (król Leónu)
Alfons V (ur. w 994 w Viseu, zm. 5 lipca 1028) – król Galicji i Leónu od roku 999 aż do swojej śmierci, syn Bermudo II.
W chwili śmierci ojca miał zaledwie 5 lat, dlatego początkowo regencję w jego imieniu sprawowała matka Elwira Kastylijska. W czasie swego panowania odbudował miasto León zniszczone wcześniej przez Almanzora.
Był dwukrotnie żonaty. Jego pierwszą żoną była Elvira Menéndez. Z tego małżeństwa pochodzili:
- Bermudo III,
- Sancha, żona Ferdynanda I z Leónu.

Drugą żoną Alfonsa V była Urraka z Nawarry, córka Garcii II, króla Nawarry.